# Violet Evergarden
Violet Evergarden (ヴァイオレット・エヴァーガーデン Vaioretto Evāgāden?) är en japansk lättromanserie skriven av Kana Akatsuki med illustrationer av Akiko Takase. Violet Evergarden vann Kyoto Animation Award's novell kategori 2014. Kyoto Animation publicerade första volymen den 25 december 2015 under deras bokföretag KA Esuma Bunko . En anime TV-serie adaption av Kyoto Animation hade premiär i januari 2018.

## Handling
Berättelsen handlar om "Minnesdockor"; dockor som skapades av en forskare för att hjälpa hans fru med att skriva sina romaner, varpå han börjar producera och sälja fler dockor. Även om Minnesdockornas ursprungliga syfte var att skriva ner tal till text, skapade en annan grupp ett företag som hyr ut vackra kvinnor med samma funktioner som de ursprungliga minnesdockorna. 

### Karaktärer
Violet Evergarden (ヴァイオレット・エヴァーガーデン Vaioretto Evāgāden?)
Röstskådespelare: Yui Ishikawa
Hoddings (ホッジンズ Hojjinzu?)
Röstskådespelare: Takehito Koyasu
Gilbert Bougainvillea (ギルベルト・ブーゲンビリア Giruberuto Būgenbiria?)
Röstskådespelare: Daisuke Namikawa
Benedict Blue (ベネディクト・ブルー Benedikuto Burū?)
Röstskådespelare: Koki Uchiyama
Cattleya Boardrail (カトレア・ボードレール Katorea Bōdorēru?)
Röstskådespelare: Aya Endō
Lux Shibula (ラックス・シビュラ Rakkusu Shibyura?)

## Media

### Lättroman
| Nr. | Datum             | ISBN                   |
| --- | ----------------- | ---------------------- |
| 1   | December 25, 2015 | ISBN 978-4-907064-43-3 |
| 2   | December 26, 2016 | ISBN 978-4-907064-44-0 |

### Anime
Anime versionen annonserades i maj 2016.  TV-serien kommer ha premiär i januari 2018 i Japan. Taishi Ishidate från Kyoto Animation är regissören med manus av Reiko Yoshida. Akiko Takase designade karaktärerna och Yota Tsuruoka är ljuddesigner. True med sin låt "Sincerely" är intromusiken.